# روكسان فورنييه
روكسان فورنييه (بالفرنسية: Roxane Fournier)‏ (و. 1991م)، دراجة فرنسية.

## سباقات أو مراحل فاز بها
| التاريخ        | السباق                                             | المركز                   |
| -------------- | -------------------------------------------------- | ------------------------ |
| 30 سبتمبر 2012 | Duo normand Féminin 2012                           |                          |
| 01 مايو 2013   | La Mérignacaise 2013                               | الفائز في التصنيف العام  |
| 30 يونيو 2013  | Classic Féminine de Vienne Nouvelle-Aquitaine 2013 |                          |
| 10 أغسطس 2013  | 2013 La Route de France                            | السابع في تصنيف أفضل شاب |
| 07 أبريل 2014  | جي بي دوتيغنيز 2014                                | الخامس في التصنيف العام  |
| 22 يونيو 2014  | Classic Féminine de Vienne Nouvelle-Aquitaine 2014 |                          |
| 27 يوليو 2014  | سباق لو تور دو فرانس 2014                          | العاشر في التصنيف العام  |
| 06 أبريل 2015  | جي بي دوتيغنيز 2015                                | الفائز في التصنيف العام  |
| 15 مايو 2015   | طواف جزيرة تشونغ مينغ سباق المرحلة 2015            |                          |
| 17 مايو 2015   | طواف جزيرة تشونغ مينغ كأس العالم 2015              | التاسع في التصنيف العام  |
| 13 سبتمبر 2015 | سباق سيراتزيت تشالنج 2015                          | الرابع في التصنيف العام  |
| 22 مايو 2016   | 2016 GP Cham-Hagendorn                             |                          |
| 25 أغسطس 2017  | La Picto-Charentaise 2017                          |                          |

## روابط خارجية
- روكسان فورنييه على موقع الاتحاد الدولي للدراجات (الإنجليزية)
- روكسان فورنييه على موقع أرشيف الدراجات (الإنجليزية)
- روكسان فورنييه على موقع إحصائيات الدراجات الإحترافية (الإنجليزية)
- روكسان فورنييه على موقع نسبة الدراجات (الإنجليزية)
- روكسان فورنييه على موقع CycleBase (الإنجليزية)
- روكسان فورنييه على موقع اللجنة الأولمبية الفرنسية (مؤرشف) (الفرنسية)